# Riluzolo
Il riluzolo è un farmaco ad azione antiglutamatergica, appartenente alla classe chimica dei benzotiazoli, indicato per il trattamento della SLA al fine di ritardare l'uso della ventilazione meccanica assistita.

## Farmacodinamica
Il riluzolo agisce bloccando i canali del sodio voltaggio dipendenti, con diminuzione conseguente della liberazione presinaptica di glutammato. In particolare agirebbe in colture di cellule di glioblastoma diminuendo la sintesi di N-acetilaspartlglutamato (NAAG) e N-acetilaspartato (NAA).

## Profilo clinico
Il riluzolo è il solo agente per il trattamento dell'SLA (Sclerosi Laterale Amiotrofica) che è approvato dalla Food and Drug Administration (FDA)..
Il riluzolo è il solo composto che ha mostrato di dare benefici ai pazienti con SLA, anche se con modesto incremento della sopravvivenza, così come altri farmaci in sperimentazione. 
Sono difficili da valutare i risultati delle sperimentazioni fatte su questo farmaco per diversi motivi, quali il profilo farmacocinetico del farmaco non definito, i modelli animali scelti e la metodologia degli studi clinici non univoca.
Esso ha anche mostrato un'azione neuroprotettiva in diversi modelli in vitro e in vivo; non conoscendosi l'esatta etiologia della SLA si pensa che il riluzolo agisca proteggendo i neuroni geneticamente predisposti dall'insulto eccitatorio di tipo glutamminergico. Nella SLA si è anche visto che c'è un deficit costitutivo dell'enzima superossido dismutasi (SOD) su cui potrebbe anche agire il riluzolo.

## Effetti avversi
La tollerabilità del farmaco è nel complesso buona. Gli effetti avversi comprendono:
- diminuzione della funzionalità polmonare (7,3%)
- polmoniti (2,5%)
- astenia (5,8%)

Inoltre si può verificare un innalzamento degli enzimi epatici (GPT e GOT)
Gli effetti collaterali sono da attribuire in parte anche alla evoluzione della patologia di base. Viene consigliato come farmaco di prima linea (uso precoce) al fine di ritardare il più possibile la progressione della malattia.

## Indicazioni
Sono stati condotti 40 studi clinici controllati randomizzati (RCT o Randomized controlled trials) alla data del 18 aprile 2010; di questi 19 sono ricerche riferite alla SLA; particolarmente importante è lo studio di associazione con la vitamina E condotto in Germania nel 2005..

### Uso per indicazioni non approvate (off-label)
Gli altri studi si riferiscono a ricerche in patologie nervose per indicazioni non approvate (off-label), e tra queste:
- Malattia di Parkinson[7][8][9][10][11]
- Atassia cerebellare[12][13][14]
- Depressione resistente[14][15][16][17][18][19][20][21][22]
- Corea di Huntington[23][24][25][26][27][28][29]
- Atrofia multisistemica[7][14][30]
- Dipendenza da cocaina[31][32][33]
- Dolore neuropatico[34][35][36][37]
- Disturbo ossessivo-compulsivo[38]

queste ricerche suggeriscono in prospettiva un ampio ambito di utilizzo di questo farmaco.